# Syn (film, 2022)
Syn (anglicky The Son) je film francouzského režiséra Floriana Zellera z roku 2022. Premiéru měl na Benátském filmovém festivalu. Hlavní roli ztvárnil herec Hugh Jackman. Film popisuje příběh rodiny významného právníka, který se od své bývalé partnerky, kterou hraje Laura Dernová, dozví, že se jejich společný syn psychicky zhroutil.

## Obsazení
| Hugh Jackman    | Peter Miller    |
| Zen McGrath     | Nicholas Miller |
| Vanessa Kirby   | Beth            |
| Laura Dernová   | Kate Miller     |
| Anthony Hopkins | Anthony Miller  |
| William Hope    | Andrew          |